# Ultimate Collection (álbum de DeBarge)
The Ultimate Collection é o oitavo álbum lançado pela Motown Records pelo grupo DeBarge. O álbum é a segunda compilação de seus maiores sucessos. Além dos membros do grupo, também inclui singles de El DeBarge e Bunny DeBarge, além de uma faixa de Chico DeBarge que nunca fez parte do grupo. A Motown ainda conseguiu os direitos da canção "Dance All Night" lançado pela Striped Horse Records no álbum Bad Boys.

## Faixas
1. "Rhythm of the Night" (Dance Mix)
2. "Time Will Reveal"
3. "I Like It"
4. "You Wear It Well"
5. "Who's Holding Donna Now"
6. "Stop! Don't Tease Me"
7. "Love Me in a Special Way"
8. "A Dream"
9. "Talk to Me" (Chico DeBarge)
10. "All This Love"
11. "Love Always" (El DeBarge)
12. "Who's Johnny" (El DeBarge)
13. "The Heart Is Not So Smart"
14. "Save the Best for Me (Best of Your Lovin')" (Bunny DeBarge)
15. "Dance All Night"
16. "Stay with Me"